# Laxarby församling
Laxarby församling var en församling i Karlstads stift och i Bengtsfors kommun. Församlingen uppgick 2012 i Laxarby-Vårviks församling.

## Administrativ historik
Församlingen har medeltida ursprung.
Den 1 januari 1955 överfördes från Laxarby församling till Steneby församling ett område omfattande en areal av 7,78 km², varav 4,52 km² land, och med 239 invånare. Inom området låg den del av orten Billingsfors som tidigare legat i Laxarby församling.
Församlingen ingick till 1 maj 1916 i pastorat med Edsleskogs församling som moderförsamling för att därefter till 1962 utgöra ett eget pastorat. Från 1962 till 2012 var församlingen moderförsamling i pastoratet Laxarby och Vårvik. Församlingen uppgick 2012 i Laxarby-Vårviks församling..

## Kyrkor
- Laxarby kyrka